# Ipercorrettismo
In linguistica con ipercorrettismo (o ipercorrezione) s'intende un fenomeno di errata correzione di una forma linguistica (pronuncia, ortografia, reggenze, ecc.) in sé corretta, per l'errata convinzione che si tratti di un errore. L'ipercorrezione avviene con "l'intenzione di avvicinarsi ai registri alti e di imitare lo standard".

## Esempi
Ad esempio, una persona molto legata all'uso regionale o dialettale di Roma dirà spesso vojo al posto di voglio. Correggendo in seguito la sua pronuncia e affermando l'uso di voglio, il parlante potrebbe generalizzare la sua correzione e a commettere un errore dicendo magliale al posto di maiale (su questo possibile errore si è soffermato ironicamente un sonetto di Gioachino Belli).

## Il meccanismo della falsa analogia

### Generalità
In genere una forma esatta viene corretta erroneamente, in base ad analogie inesistenti, con forme sbagliate. È attestabile ad esempio in latino la forma celum, usata erroneamente al posto del più corretto caelum per dire cielo. L'ortografia ae è infatti rarissima in italiano. È comunque possibile cadere nell'errore contrario, sovrautilizzando questa ortografia durante l'uso del latino imperfettamente appreso, magari scrivendo et cætera invece di usare la forma corretta et cetera per dire eccetera.
Un fenomeno simile può riguardare la parola inglese article, trascritta in maniera errata (magari arcticle). L'errore si basa sul fatto che il gruppo consonantico -ct- si trova in diverse parole inglesi il cui corrispondente italiano sarebbe normalmente -tt- (ad esempio, atto e artico in italiano, che in inglese sono rispettivamente act e arctic).
Un altro fenomeno del genere è l'aspirazione scorretta di h [h] in inglese in pronunce come /ˈhaʊə(ɹ)/ per hour /ˈaʊə(ɹ)/.
Infine, si può cadere nell'errore di considerare una parola appartenente a una lingua con cui non ha niente a che vedere, come nel caso della locuzione latina aut aut, talvolta resa out out o out-out da parlanti meno istruiti, che la scrivono secondo l'ortografia inglese.

### L'ipercorrettismo nei bambini
Forme di ipercorrettismo, specialmente nella coniugazione dei verbi, si riscontrano spesso nei bambini in età prescolare, in quanto essi imparano la regola prima di imparare le sue eccezioni. Ad esempio i bambini coniugano regolarmente in "-ito" o "-ato" i participi passati irregolari, per cui sono comuni le forme "aprito" in luogo di "aperto", "scoprito" in luogo di "scoperto", o "leggiato" in luogo di "letto". Lo studio degli ipercorrettismi nei bambini fornisce inoltre prova del fatto che l'apprendimento del linguaggio non avvenga solo per imitazione dell'adulto, ma anche attraverso l'applicazione di specifici principi logici.

## L'ipercorrettismo e i dialetti
Il più delle volte, l'ipercorrettismo consiste nella correzione di pronuncia e ortografia di una parola in sé corretta, ma considerata per errore come dialettale (ventesi al posto di vendesi, seconto per secondo o messagio per messaggio in Italia meridionale, il raddoppiamento di consonanti nell'Italia settentrionale). Sono infatti abbastanza frequenti ipercorrettismi tra parlanti dell'italiano regionale, animati dal desiderio di avvicinarsi alla pronuncia della lingua standard.
Un esempio classico è quello della differenza tra la pronuncia aperta o chiusa delle vocali "o" ed "e", problema che può infatti creare spesso fenomeni del genere.